# Scorpion-klassen
Scorpion-klassen bestod af to panserskibe, der oprindeligt var bestilt til Konføderationen, men som af hensyn til den britiske neutralitet under den amerikanske borgerkrig blev overtaget af Royal Navy. I 1862 havde kommandør James D. Bulloch på Sydstaternes vegne bestilt skibene hos Laird i Birkenhead, til en pris af 93.750 £ pr. skib, der dog ikke omfattede kanoner og ammunition. Der var tale om avancerede skibe med kanontårne, og da de tillige var søgående, var der planer om at bruge dem til at sænke de skibe, der blokerede Sydstaternes havne, og til eventuelt at angribe Unionens havne.

## Konstruktionen
Byggeriet af to så avancerede skibe kunne ikke holdes hemmeligt, og i januar 1863 sendte den britiske udenrigsminister, Lord Russell, besked til Bulloch om, at hvis skibene skulle indgå i en krigsførende flåde, ville de ikke få lov til at forlade Storbritannien. Da dette jo netop var planen, måtte kommandøren i gang med en dækhistorie. Han fik nogle franske bankfolk til at købe skibene, angiveligt på vegne af den nye egyptiske regent Isma'il Pasha, der var gået i gang med et stort moderniseringsprojekt i sit land. Når skibene var sejlet fra Storbritannien, skulle de efter planen hurtigt skifte ejer igen og overtages af besætninger fra Sydstaterne. Russell gennemskuede imidlertid planerne og i oktober 1863, efter at de begge var søsat, lod han den britiske regering overtage skibene. Der var en del jura involveret, men det vejede tungt hos briterne, at Laird i forvejen havde bygget CSS Alabama, som siden august 1862 havde spredt død og ødelæggelse blandt Nordstaternes skibe i Atlanten. For at sikre, at formaliteterne var i orden, købte den britiske regering skibene i 1864, og betalte endda en overpris på 30.000 £ pr. skib. Skibene fik på den måde æren af at blive de første af i alt 13 pansrede skibe, som Royal Navy overtog, mens de var under bygning for andre nationer. De blev imidlertid også anset for at være nogle af de dårligste køb af de 13, fordi de var for dårligt sejlende til at optræde sammen med flåden, og fordi deres kanontårne var af en meget simpel model, der selv i rolig sø var en hel time om at skifte indstilling fra højeste til laveste skudbane. På plussiden talte, at de var konstrueret til stor kulbeholdning, og dermed stor aktionsradius. De blev de første i Royal Navy med trebladet skrue, og de havde trebensmaster, der eliminerede behovet for vant, og dermed gav kanonerne mere frit skudfelt.
Skibskonstruktøren E.J. Reed, der bestred posten som chefkonstruktør for Royal Navy i 1863-70, havde ikke meget til overs for de to skibe. I sin bog om de britiske panserskibe fortæller han, at det ret fladbundede Wivern præsterede at krænge så meget, at det var nødvendigt at lade det gå med stævnen mod vinden, for at det ikke skulle tage for meget vand ind og kæntre.

## Skibene
| Navn         | Oprindeligt navn   | Kølen lagt | Søsat           | Indgået          | Skæbne                                 |
| ------------ | ------------------ | ---------- | --------------- | ---------------- | -------------------------------------- |
| HMS Scorpion | CSS North Carolina | April 1862 | 4. juli 1863    | 10. oktober 1865 | Udgået 1899, sank på vej til ophugning |
| HMS Wivern   | CSS Mississippi    | April 1862 | 29. august 1863 | 10. oktober 1865 | Udgået 1904, solgt 1922                |

### HMSScorpion
Navnet betyder skorpion, og skibet var det sjette af foreløbig 10 skibe i Royal Navy med dette navn. HMS Scorpion gorde tjeneste ved Kanalflåden i 1865-66 og igen i 1868-69. Derefter sejlede skibet til Bermuda, hvor det afmønstrede i december 1869, hvorefter det lå i 30 år som en slags vagtskib. I 1899 udgik Scorpion af aktiv tjeneste, og i 1901 blev det brugt som mål ved øvelsesskydninger. I 1903 blev det solgt til ophugning i USA, men undervejs forliste det og sank.

### HMSWivern
Det egyptiske dæknavn var El Monassir. Wivern er det engelske ord for et middelalderligt fabeldyr, en mellemting mellem en drage og en slange, der minder om den nordiske lindorm, men som har ét sæt ben. Skibet var det første af foreløbig to i Royal Navy med dette navn. HMS Wivern gjorde tjeneste i Kanalflåden fra 1865 til 1868. Var derefter til eftersyn 1868-69, og tilbragte så det meste af 1870 som vagtskib ved Hull. Lå derpå i reserve til 1880, hvor det blev sendt til Hongkong for at indgå i forsvaret af havnen. Fra 1904 blev det ikke længere brugt som vagtskib, og i 1922 blev det solgt til ophugning.